# Reserva natural del Bosque Central
Reserva natural del Bosque Central (en ruso: Центрально-Лесной заповедник), también conocida comoː Tsentralno-Lesnoi, es un zapovédnik ruso (reserva natural estricta) situada en el noroeste de Rusia, ubicado en los distritos adeministrativos (raión) de Andreápol y Nelídovo del óblast de Tver, en el curso superior del río Mezha. Fue establecido el 4 de mayo de 1930. La reserva natural se creó para proteger el bosque de coníferas en el curso superior del río Dvina occidental. Desde 1985 está catalogada como Reserva de la biosfera por la UNESCO.

## Topografía
La reserva natural está ubicada en la parte suroeste de las colinas de Valdái, cerca de la división entre las cuencas de drenaje del Atlántico (Dvina Occidental y Lovat) y el Mar Caspio (Volga). Incluye una parte del distrito de los lagos que se forma en la divisoria. El paisaje dentro de la reserva natural es principalmente montañoso, con una gran área ocupada por pantanos. La altitud varía entre 220 metros (721,8 pies) a 270 metros (885,8 pies).

## Ecorregión y clima
La reserva se encuentra en la ecorregión de bosque mixto sarmático, una franja de bosque templado de frondosas que ocupa 846 100 kilómetros cuadrados en una franja que se extiende desde el extremo sur de Noruega, pasando por el sur de Suecia, el archipiélago de Åland, el extremo suroeste de Finlandia, la totalidad de Estonia y Letonia y la mitad norte de Lituania y Bielorrusia, hasta los montes Urales, a través de la zona central de la Rusia europea.
El clima típico de la zona es continental húmedo, con veranos frescos (clasificación climática de Köppen (Dfb)). Este clima se caracteriza por grandes oscilaciones de temperatura, tanto diurnas como estacionales, con veranos templados e inviernos fríos y nevados.

## Flora y fauna

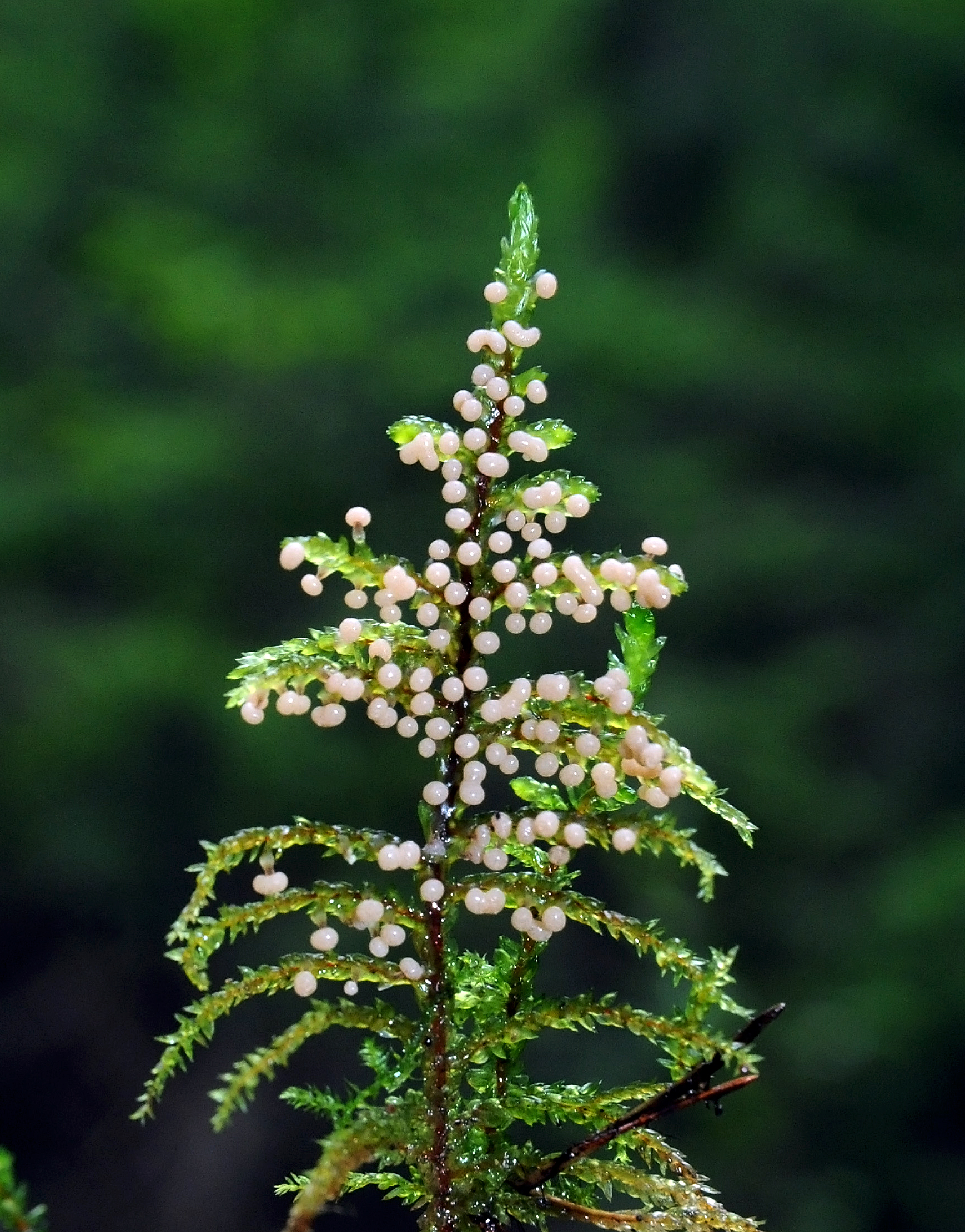
Mixomicetos del género Didymium sobre musgo Pleurozium schreberi, en la Reserva Natural del Bosque Central.

El área está cubierta por bosques, siendo el abeto el árbol más común, seguido del abedul común, el álamo temblón y el aliso gris. Estas últimas tres especies crecen principalmente en las áreas dañadas por la tala de madera en la década de 1950. La reserva se encuentra en el límite sur del área donde crece el abedul enano.
A partir de 1988, se podían encontrar 55 especies de mamíferos en la reserva. Estos incluyen el oso pardo euroasiático, el lince, el zorro rojo, el alce, el jabalí y el corzo. El castor euroasiático se reintrodujo en 1936. Había 195 especies de aves, 6 especies de anfibios y también varias especies de reptiles.

## Historia
La investigación de campo destinada a establecer una reserva natural en Rusia Central comenzó en 1926. Se designó el área al sur de la ubicación actual de la reserva natural, sin embargo, la reserva natural no se estableció y las empresas madereras talaron rápidamente todo el bosque allí, de modo que la reserva natural tuvo que establecerse en el curso superior del Mezha. La reserva natural se estableció el 4 de mayo de 1930 y se inauguró el 31 de diciembre de 1931. Constaba de dos partes, una en la ubicación actual y otra cerca de la estación de tren de Zemtsy. El área total de la reserva era de 350 kilómetros cuadrados (135,1 mi²).
En 1951, se abolió la reserva natural y se inició la producción de madera. Como resultado, toda la parte sur fue destruida y alrededor de 6 kilómetros cuadrados (2,3 mi²) de bosques fueron talados en la parte norte. El 1 de abril de 1960 se restableció la reserva natural, con una superficie de 210 kilómetros cuadrados (81,1 mi²). En 1981, se creó un área protegida alrededor de los límites de la reserva natural. La tala de madera está prohibida en esta área protegida.